# 鬚小鮋
鬚小鮋（学名：Scorpaenodes hirsutus），又名少鱗小鮋、石狗公、石頭魚，为鮋科小鮋屬下的一个种。為熱帶海水魚，分布於印度太平洋區，從紅海、東非至馬克薩斯群島、皮特凱恩群島，北起琉球群島、夏威夷群島，南至澳洲海域，棲息深度8-54公尺，體長可達5.6公分。棲息在珊瑚礁、岩礁底層水域，生活習性不明，具有毒性。

## 扩展阅读
- 維基物種上的相關：鬚小鮋